# Nombre surréel
Ne doit pas être confondu avec surréalisme, Nombre réel, Nombre pseudo-réel, Nombre superréel ou Nombre hyperréel.

Représentation d'une partie de l'arbre des nombres surréels.

En mathématiques, les nombres surréels sont les éléments d'une classe incluant celle des réels et celle des nombres ordinaux transfinis, et sur laquelle a été définie une structure de corps ; ceci signifie en particulier que l'on définit des inverses des nombres ordinaux transfinis ; ces ordinaux et leurs inverses sont respectivement plus grands et plus petits que n'importe quel nombre réel positif. Les surréels ne forment pas un ensemble au sens de la théorie usuelle.
Les nombres surréels ont été introduits par John Conway et popularisés par Donald Knuth en 1974 dans son livre Surreal Numbers: How Two Ex-Students Turned on to Pure Mathematics and Found Total Happiness (littéralement Les Nombres surréels : comment deux ex-étudiants se mirent aux mathématiques pures et trouvèrent le bonheur total).
Les nombres pseudo-réels, également introduits par Knuth, sont une sur-classe des nombres surréels, construits avec des conditions plus faibles que ces derniers.

## Nombres surréels

### Présentation
La construction des nombres surréels est similaire à la construction des nombres réels via les coupures de Dedekind, mais utilise le concept de récurrence transfinie. Elle repose sur la construction de nouveaux nombres représentés grâce à deux ensembles de nombres déjà construits, {\displaystyle L} et {\displaystyle R} (pour left et right, gauche et droite), éventuellement vides. Le nouveau nombre ainsi construit, noté {\displaystyle \left\{L|R\right\}}, sera plus grand que tout nombre de {\displaystyle L} et plus petit que tout nombre de {\displaystyle R}, selon un ordre qui sera défini plus loin. Pour que cela soit possible, on impose une restriction sur {\displaystyle L} et {\displaystyle R} : il faut que chaque nombre de {\displaystyle L} soit plus petit que chaque nombre de {\displaystyle R}.

### Définition
Soient {\displaystyle L} et {\displaystyle R} deux ensembles de nombres surréels tels que :
- pour tout {\displaystyle x\in L} et tout {\displaystyle y\in R}, {\displaystyle x<y} (version stricte de la relation d'ordre large définie plus bas).

Alors, {\displaystyle \left\{L|R\right\}} est un nombre surréel.
Étant donné un nombre surréel {\displaystyle X=\left\{X_{L}|X_{R}\right\}}, on appelle {\displaystyle X_{L}} et {\displaystyle X_{R}} l'ensemble de gauche et l'ensemble de droite de {\displaystyle X}, respectivement.
Pour éviter l'inflation d'accolades, on abrégera {\displaystyle \left\{\left\{X_{L_{1}},X_{L_{2}},\cdots \right\}|\left\{X_{R_{1}},X_{R_{2}},\cdots \right\}\right\}} en {\displaystyle \left\{X_{L_{1}},X_{L_{2}},\cdots |X_{R_{1}},X_{R_{2}},\cdots \right\}}, {\displaystyle \left\{\left\{X_{L}\right\}|\emptyset \right\}} en {\displaystyle \left\{X_{L}|\right\}} et {\displaystyle \left\{\emptyset |\left\{X_{R}\right\}\right\}} en {\displaystyle \left\{|X_{R}\right\}}.
On constate qu'il s'agit d'une définition récursive (ou par récurrence) ; ce point est explicité plus loin.

### Ordre
Pour que la définition ci-dessus ait un sens, il est nécessaire de définir une relation binaire (notée ≤) sur les nombres surréels.
Soient deux nombres surréels {\displaystyle X=\left\{X_{L}|X_{R}\right\}} et {\displaystyle Y=\left\{Y_{L}|Y_{R}\right\}}. {\displaystyle X\leq Y} si et seulement si pour tout {\displaystyle x\in X_{L}}, on n’a jamais {\displaystyle Y\leq x} et si pour tout {\displaystyle y\in Y_{R}}, on n'a jamais {\displaystyle y\leq X}.
Là encore, cette définition est récurrente.
Cette relation ne définit qu'un préordre car elle n'est pas antisymétrique (on peut avoir {\displaystyle X\leq Y} et {\displaystyle Y\leq X} sans que {\displaystyle X=Y}, c'est le cas par exemple avec {\displaystyle \left\{|\right\}} et {\displaystyle \left\{-1|1\right\}}). Pour contourner ce problème, on définit une nouvelle relation sur les nombres surréels :
{\displaystyle X==Y\Leftrightarrow X\leq Y\wedge Y\leq X.}
Il s'agit d'une relation d'équivalence et l'ordre induit par ≤ sur les classes d'équivalence est un ordre total, une classe d'équivalence pouvant alors être considérée comme un nombre unique.

### Opérations
- On définit l'addition de deux nombres surréels par :

{\displaystyle X+Y=\left\{X_{L}+Y\cup X+Y_{L}|X_{R}+Y\cup X+Y_{R}\right\}}
avec {\displaystyle A+Y=\left\{a+Y/a\in A\right\}} et {\displaystyle X+B=\left\{X+b/b\in B\right\}}.
- La négation :

{\displaystyle -X=\left\{-X_{R}|-X_{L}\right\}}
avec {\displaystyle -A=\left\{-a/a\in A\right\}}.
- Quant à la multiplication de deux nombres surréels :

{\displaystyle {\begin{matrix}XY=&\left\{(X_{L}Y+XY_{L}-X_{L}Y_{L})\cup (X_{R}Y+XY_{R}-X_{R}Y_{R})\right.\\\ &|\left.(X_{L}Y+XY_{R}-X_{L}Y_{R})\cup (X_{R}Y+XY_{L}-X_{R}Y_{L})\right\}\end{matrix}}}
avec {\displaystyle AB=\left\{ab/a\in A\wedge b\in B\right\}}.
Il est possible de montrer que ces opérations sont bien définies sur les nombres surréels. On peut les généraliser sans ambiguïté aux classes d'équivalence définies plus haut par :
- Si {\displaystyle [X]=[X']} et {\displaystyle [Y]=[Y']}, alors {\displaystyle [X+Y]=[X'+Y']},
- {\displaystyle [-X]=[-X']} et
- {\displaystyle [XY]=[X'Y']}.

Finalement, on peut montrer que ces opérations sur les classes d'équivalence définissent un corps ordonné, à ceci près qu'elles ne forment pas un ensemble, mais une classe propre. Il est possible de montrer qu'il s'agit du plus grand corps ordonné, c'est-à-dire que tout corps ordonné peut y être plongé (en respectant sa structure) ; en particulier, ce corps est réel clos.
À partir de maintenant, on ne fera plus la distinction entre un nombre surréel et sa classe d'équivalence et on appellera directement cette dernière nombre surréel.

### Construction
On l'a vu, les deux définitions précédentes utilisent le principe de récurrence. Il est possible d'utiliser la récurrence ordinaire, mais il est plus intéressant de prendre en compte la récurrence transfinie.
Il peut sembler également nécessaire de créer un nombre surréel afin d'initier la récurrence ; {\displaystyle \left\{|\right\}} peut être défini grâce à l'ensemble vide et répond à cette fonction.
Désignons par {\displaystyle N_{n}}, pour un ordinal {\displaystyle n}, l'ensemble des nombres surréels créés à l'étape {\displaystyle n} de la récurrence, en prenant {\displaystyle N_{0}=\left\{|\right\}}. On appelle date de naissance d'un nombre surréel {\displaystyle X} le plus petit ordinal {\displaystyle n} tel que {\displaystyle X\in N_{n}}.
Les nombres surréels créés en un nombre fini d'étapes (par un raisonnement de récurrence ordinaire, donc) sont assimilés aux rationnels dyadiques (c'est-à-dire les nombres {\displaystyle p/2^{n}} où p et n sont entiers).

### Exemples
On définit de proche en proche :
- Les entiers :

{\displaystyle 0=\left\{|\right\}}
{\displaystyle 1=\left\{0|\right\}} et {\displaystyle -1=\left\{|0\right\}}
{\displaystyle 2=1+1=\left\{\left\{0,1\right\}|\right\}=\left\{1|\right\}} et {\displaystyle -2=\left\{|-1\right\}}
{\displaystyle \cdots }
{\displaystyle n+1=\left\{\left\{0,1,\cdots ,n\right\}|\right\}=\left\{n|\right\}}.
- Les nombres dyadiques :

{\displaystyle {1 \over 2}=\left\{0|1\right\}}
{\displaystyle {3 \over 2}=\left\{1|2\right\}}
{\displaystyle {1 \over 4}=\left\{0|{1 \over 2}\right\}}
{\displaystyle \cdots }
{\displaystyle {\frac {N}{2^{p}}}=\left\{{\frac {N-1}{2^{p}}}|{\frac {N+1}{2^{p}}}\right\}} avec {\displaystyle N} impair et {\displaystyle p} entier {\displaystyle \geqslant 1}
- Les autres nombres rationnels, comme coupures entre deux ensembles de nombres dyadiques, de la même façon que les nombres irrationnels sont définis comme coupures entre rationnels.
- Des infiniment grands, comme les ordinaux :

{\displaystyle \omega =\left\{\left\{0,1,2,3,\cdots \right\}|\right\}=\left\{\mathbb {N} |\right\}} qui est plus grand que n'importe quel nombre entier
{\displaystyle \omega +1=\left\{\omega |\right\}}
{\displaystyle \omega ^{2}=\left\{\left\{\omega ,2\omega ,3\omega ,\cdots \right\}|\right\}}
{\displaystyle \omega ^{\omega }=\left\{\left\{\omega ,\omega ^{2},\omega ^{3},\cdots \right\}|\right\}}
et aussi de nouveaux objets infiniment grands qui ne sont pas des ordinaux, comme
{\displaystyle \omega -1=\left\{\left\{0,1,2,3,\cdots \right\}|\omega \right\}}
{\displaystyle \omega -2=\left\{\left\{0,1,2,3,\cdots \right\}|\omega -1\right\}}
{\displaystyle \omega /2=\left\{\left\{0,1,2,3,\cdots \right\}|\left\{\omega ,\omega -1,\omega -2,\cdots \right\}\right\}}
{\displaystyle {\sqrt {\omega }}=\left\{\left\{0,1,2,3,\cdots \right\}|\left\{\omega ,{\frac {\omega }{2}},{\frac {\omega }{3}},\cdots \right\}\right\}}
(Attention : les opérations définies plus haut sur les surréels ne sont pas les opérations usuelles sur les ordinaux ; ainsi, la multiplication ordinale n'est pas commutative, contrairement à celle des surréels).
- Des infiniment petits :

{\displaystyle \epsilon =\left\{0|\left\{1,{1 \over 2},{1 \over 3},\cdots \right\}\right\}} qui est strictement positif mais inférieur à tout {\displaystyle 1 \over n}, pour {\displaystyle n} entier positif.
On peut montrer que {\displaystyle \epsilon =1/\omega }, c'est-à-dire que {\displaystyle \epsilon \times \omega =1}.
À l'image des infiniment grands, il est possible de définir des objets comme
{\displaystyle {\sqrt {\epsilon }}=\left\{\left\{\epsilon ,2\epsilon ,3\epsilon ,\cdots \right\}|\left\{1,{1 \over 2},{1 \over 3},\cdots \right\}\right\}}
- Mais aussi des objets plus inattendus, comme {\displaystyle \omega ^{1/\omega }}, qui est infiniment grand, mais plus petit que {\displaystyle {\sqrt {\omega }}}, par exemple.

## Nombres pseudo-réels
On obtient les nombres pseudo-réels (pseudo-real numbers selon la terminologie de Knuth) au lieu des nombres surréels si on enlève la condition qu'aucun élément de l'ensemble de droite ne peut être inférieur ou égal à un élément quelconque de l'ensemble de gauche. Les nombres surréels forment une sous-classe des nombres pseudo-réels.
Ces nombres pseudo-réels peuvent s'interpréter comme les valeurs de certains jeux. Ils sont à la base de la théorie des jeux combinatoires initiée par John Conway.